# Công viên văn hóa Tràng An

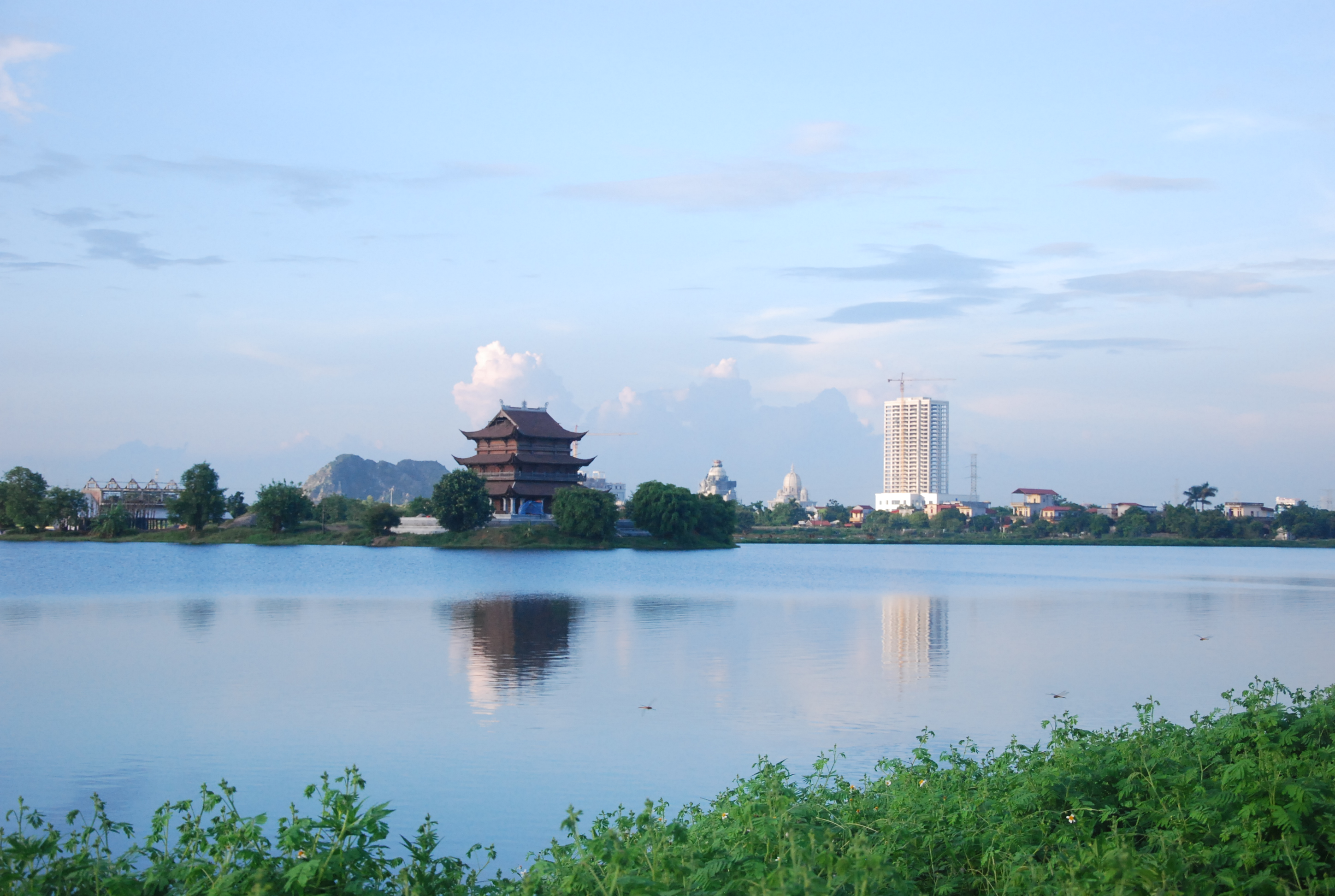
Đảo Chùa Vàng trong hồ núi chàng Lớ

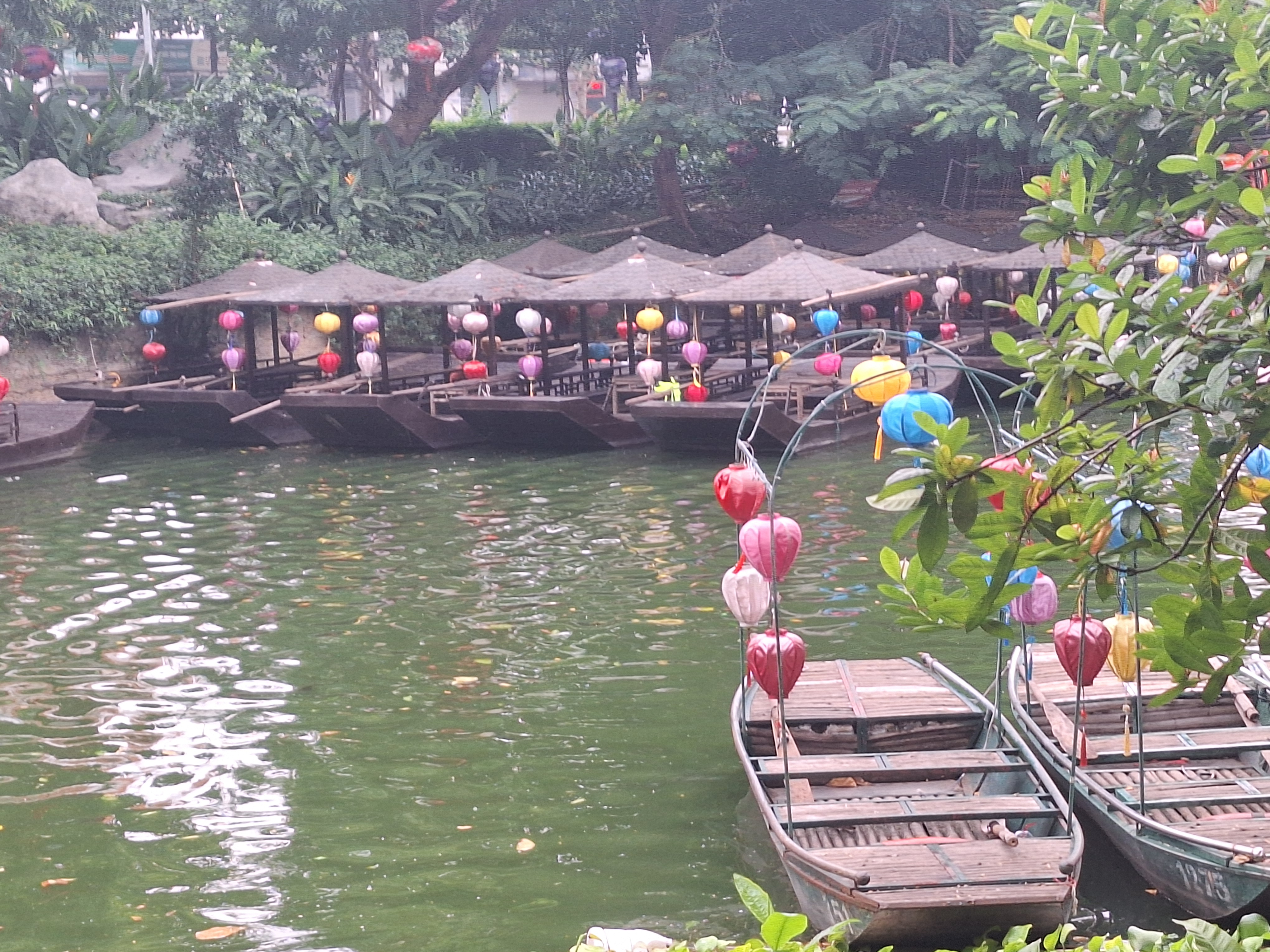
Những chiếc thuyền ở phố cổ Hoa Lư

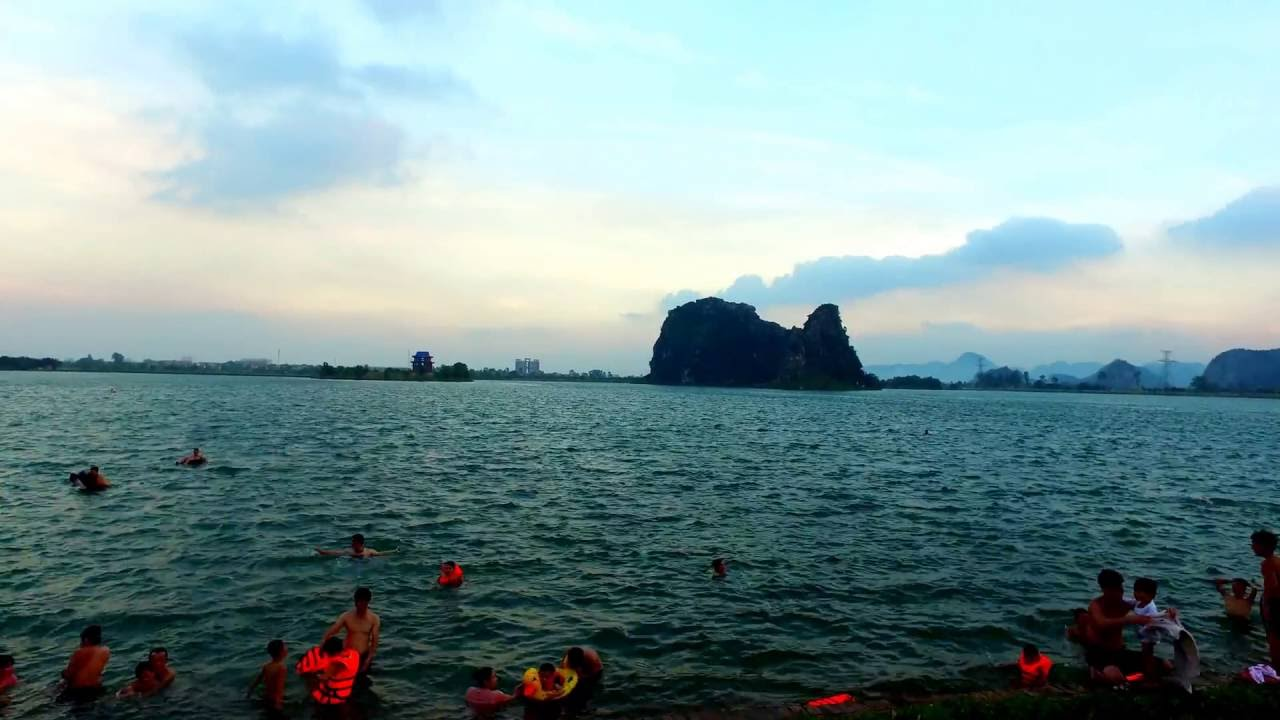
Núi Lớ, hồ Cá Voi trong công viên Tràng An

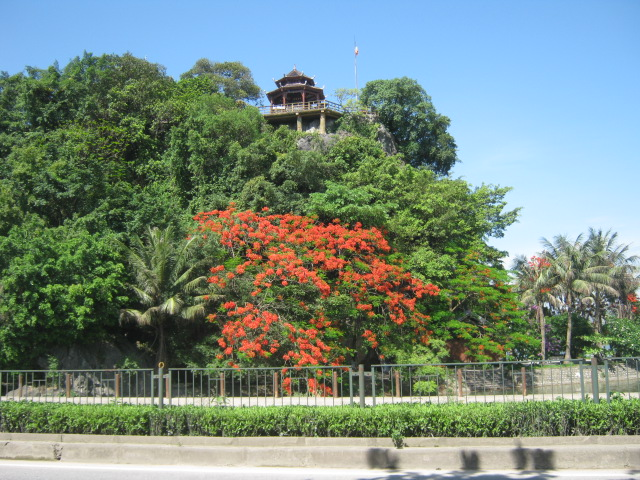
Núi Kỳ Lân, tiền đồn cửa ngõ vào công viên Tràng An

Công viên văn hóa Tràng An là một tổ hợp khu vui chơi, giải trí và nghỉ dưỡng nằm ở phía tây trung tâm thành phố Ninh Bình, nơi tiếp giáp với quần thể di sản thế giới Tràng An. Đây là công viên có diện tích lớn nhất ở thành phố này với quy mô lên tới 288 ha. Công viên Tràng An gồm nhiều phân khu chức năng như khu điều hành, khu cây xanh công viên, vườn thú, bách thảo, hồ nước, đảo sinh thái, khu dịch vụ, khách sạn, quảng trường… Hệ thống hạ tầng kỹ thuật trong khu công viên được xây dựng đồng bộ với giao thông có đường bộ, đường thủy, các bãi đỗ xe; hệ thống cấp, thoát nước; mạng lưới điện, thông tin liên lạc… kết nối, liên hoàn, đảm bảo tới từng khu chức năng.

## Vị trí
Công viên văn hóa Tràng An nằm ở phía tây nội đô thành phố Ninh Bình, tại vị trí giao điểm của đại lộ Tràng An và tuyến tránh Quốc lộ 1 mới (tức đường Nguyễn Minh Không). Vị trí của công viên Tràng An nằm chuyển tiếp giữa nội đô thành phố Ninh Bình với vùng núi đá Tràng An.
Khu công viên văn hoá Tràng An được quy hoạch với diện tích trên 288ha thuộc phường Tân Thành, Ninh Khánh, xã Ninh Nhất (thành phố Ninh Bình), và xã Ninh Xuân (Hoa Lư). 
- Phía Đông của công viên giáp khu dân cư phường Tân Thành (đường Lê Thái Tổ) và Quốc lộ 1;
- Phía Tây giáp khu vực núi đá xã Ninh Xuân (Hoa Lư);
- Phía Nam giáp phường Ninh Nhất và khu dân cư phường Tân Thành (đường Xuân Thành);
- Phía Bắc giáp phường Ninh Nhất và một phần đô thị Xuân Thành phường Ninh Khánh.

## Cấu trúc
Đường Đại lộ Tràng An xuyên ngang Công viên văn hóa Tràng An cùng với các tuyến đường vuông góc lần lượt là Quốc lộ 1 cũ (Trần Hưng Đạo), Lê Thái Tổ, Lê Thái Tông, Quốc lộ 1 mới (Nguyễn Minh Không) chia công viên Tràng An ra các khu vực sau: Khu đón tiếp, nhà điều hành, 3 khu công viên, khu vui chơi trẻ em, vườn bách thảo và 2 khu khách sạn 5 sao:
- Khu điều hành đón tiếp: nằm bên sông Tràng An, giữa Quốc lộ 1 cũ và đường Lê Thái Tổ. Khu vực này gồm có nhà điều hành, nhà đón tiếp, bãi đỗ xe, cổng vào công viên đều gần và hướng ra núi Kỳ Lân.
- Khu vui chơi trẻ em: nằm giới hạn bởi 4 tuyến đường Lê Thái Tổ, Lê Thái Tông, Đinh Điền và Tràng An.
- Khu vườn bách thảo: nằm giới hạn bởi 4 tuyến đường Lê Thái Tổ, Lê Thái Tông, Xuân Thành và Tràng An.
- Công viên núi Dụ: nằm giới hạn bởi 4 tuyến đường Lê Thái Tổ, Lê Thái Tông, Đinh Điền và Nguyễn Bặc. Đây là khu công viên nhỏ nhất trong 3 khu công viên. Nằm tiếp giáp với khu vui chơi trung tâm.
- Công viên hồ Cá Voi: nằm tiếp giáp với đường Nguyễn Minh Không, Tràng An, Lê Thánh Tông và khu dân cư. Đây là khu vực có diện tích lớn nhất trong quần thể công viên văn hóa Tràng An với diện tích 85 ha trong đó diện tích mặt hồ là 60 ha, diện tích cây xanh 25 ha. Hồ Cá Voi là hồ nước lớn nhất ở thành phố Ninh Bình. Giữa hồ có đảo chùa Vàng và hòn núi Lớ.
- Công viên sông Tràng An: nằm bên bờ nam sông Tràng An, tiếp giáp với đường Xuân Thành, Lê Thái Tông và Nguyễn Minh Không với diện tích cây xanh 28 ha.
- Khu khách sạn cao cấp: nằm ở phía cuối của tổ hợp công viên. Gồm 2 khu ở hai bên sông Tràng An. Khu khác sạn cũng tiếp giáp với vùng núi đá phía Tây, Quốc lộ 1 mới và sông Chanh.

## Điểm tham quan

### Trung tâm đón tiếp
Danh thắng hồ Kỳ Lân trước đây đã được đào nối thông tới sông Sào Khê thành một con sông cạnh đại lộ Tràng An được gọi là sông Tràng An. Khu vực gần núi Kỳ Lân trở thành trung tâm đón tiếp của công viên Tràng An với khách sạn Hoa Lư là điểm đón tiếp khách lưu trú và khu nhà điều hành là cơ quan doanh nghiệp Xuân Trường chủ quản khai thác vận hành công viên.

### Núi Kỳ Lân

Một thoáng hồ Kỳ Lân

Núi Kỳ Lân là một hòn đảo núi nằm ở vị trí trung tâm thành phố Ninh Bình thuộc địa phận phường Tân Thành, cạnh Quốc lộ 1 và đại lộ Tràng An nối trung tâm thành phố đi các khu du lịch Tràng An - Hoa Lư - chùa Bái Đính. Núi tên là Kỳ Lân vì có hình đầu con lân nhìn về phía Bắc. Núi cao trên 50 m và phía Bắc sườn núi hõm vào tạo thành một cái hàm con lân. Xung quanh là những vách núi nhấp nhô, cây cối mọc xanh um như bờm và râu của con lân.
Có hai cây cầu nối từ hai phía vào đảo Kỳ Lân. Một cây cầu vòm bằng đá, bảy nhịp, mặt cầu rộng 2m, dài trên 22m, cao 4m bắc qua sông Tràng An vào núi ở phía nam; cây kia cũng bằng đá nhưng nhỏ hơn và không có lan can được bố trí ở phía bắc. Núi Kỳ Lân là một hòn non bộ do thiên nhiên tạo dựng giữa lòng sông Tràng An như một vườn cảnh thiên nhiên độc đáo với hàng trăm cây cảnh, cây hoa, phong lan, đá cảnh, non bộ. Trên núi có những ngọn tháp cổ ẩn hiện trong màu xanh um tùm của cây lá. Dưới chân núi là ngôi đền thờ bà Quận chúa, tương truyền bà là người đã hy sinh thân mình làm vợ quái vật kỳ lân để cứu giúp dân lành.
Núi Kỳ Lân là nơi còn lưu dấu những gì đặc trưng nhất của những đợt biển tiến, ngấn sóng biển còn rất rõ nét, cho phép nhận biết ở đây có nhiều giai đoạn bị biển xâm thực. Đặc biệt hơn nữa trên những ngấn sóng biển ở đây còn xuất lộ lớp trầm tích có chứa xương động vật, vỏ nhuyễn thể biển, đây là cứ liệu hết sức quan trọng cho phép xác định tuổi, quá trình biển tiến lùi.

### Sông Tràng An

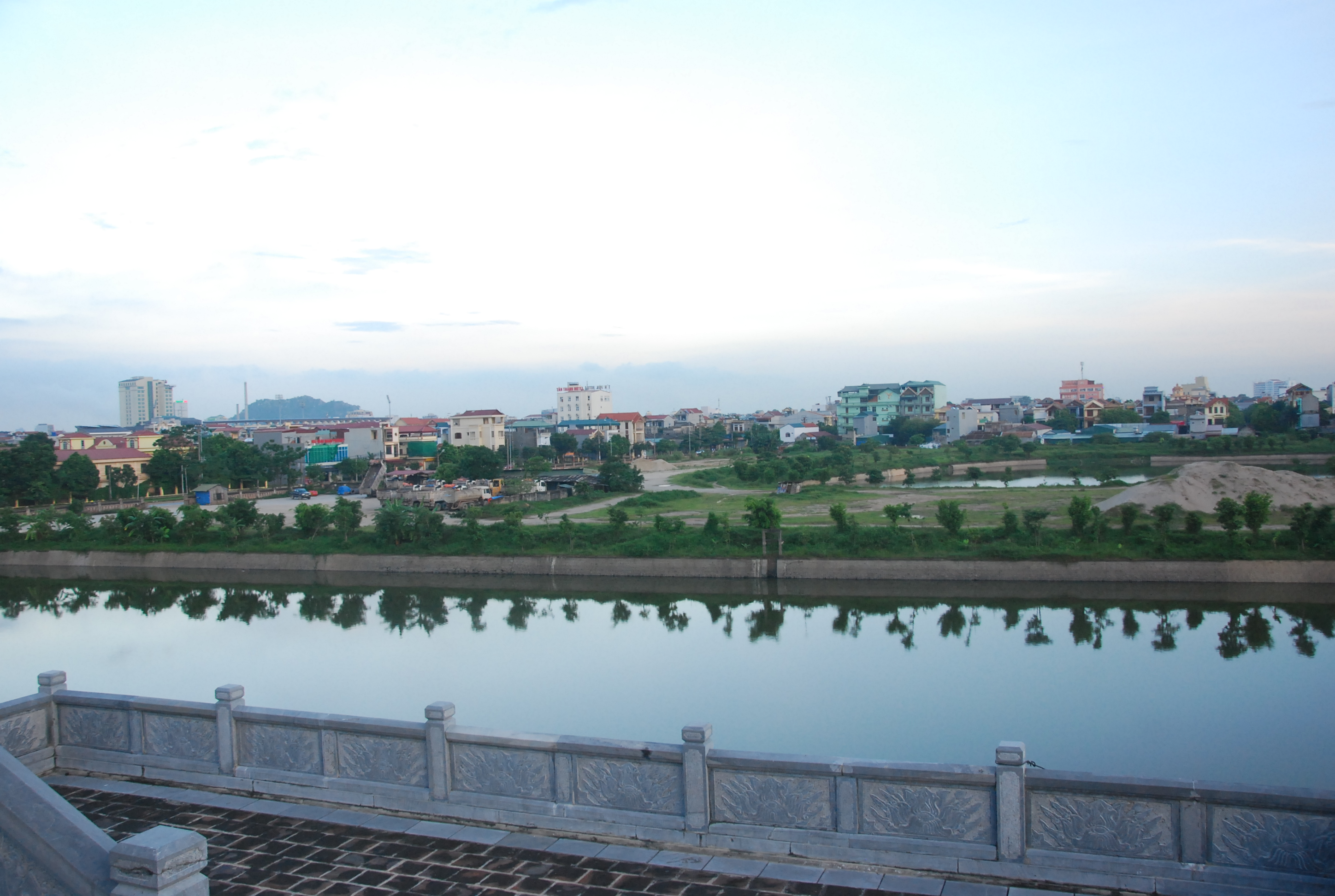
Phong cảnh sông Tràng An

Sông Tràng An đoạn quanh núi cũng là một nơi câu cá nước ngọt do nó được điều hòa mực nước bằng đường ống ngầm nối thông với sông Đáy. Xung quanh sông được xây dựng, kè mới và trồng cây tạo thành một tuyến vui chơi giải trí giữa lòng đô thị du lịch Ninh Bình. Cùng với công viên núi Non Nước và công viên sông Vân, núi Kỳ Lân là một điểm du lịch giải trí ở trung tâm thành phố Ninh Bình.

### Hồ Cá Voi
Hồ Cá Voi là hồ nước ngọt lớn nhất ở trung tâm thành phố Ninh Bình. Hồ nằm ở góc giao điểm giữa Quốc lộ 1 mới và đại lộ Tràng An. Hồ Cá Voi hiện là một hồ bơi của người dân thành phố. Sắp tới hồ là nơi khai thác các dịch vụ du thuyền và thể thao dưới nước. Giữa hồ cá voi có đảo chùa vàng và hòn núi Lớ là những đảo sinh thái phục vụ tham quan du lịch.

### Núi Lớ
Núi Lớ hay núi Cá Voi cùng với núi Cánh Diều, núi Non Nước và núi Kỳ Lân là những ngọn núi nhỏ ở trung tâm thành phố Ninh Bình, được người xưa mệnh danh là "Tứ đại danh sơn", tức 4 ngọn núi nổi tiếng của thành phố này. Mỗi ngọn núi gắn với nhiều huyền thoại khách nhau nhưng đều phản ánh vẻ đẹp và đặc trưng văn hóa của cư dân nơi đây. Núi Lớ gắn với giai thoại chàng Lớ xưa kia là một ngư dân nghèo, vì chỉ có một cái quần đùi nên khi đánh dậm ngâm mình dưới nước đã giấu quần của mình ở hang núi này. Núi Lớ có 2 đỉnh, nhấp nhô trong hồ nước giống hình một con cá voi khổng lồ đang bơi nên còn được gọi là núi Cá Voi. Hiện nay, núi Lớ là một danh sơn nằm trong công viên Tràng An.

### Chùa Vàng
Chùa Vàng hiện tọa lạc trên hòn đảo giữa hồ núi Lớ. Chùa Vàng được phục dựng trên nền tảng kiến trúc cũ của chùa Bát Long do Vua Lê Đại Hành cho xây dựng cách đây hơn 1000 năm. Chùa Bát Long nguyên là nơi thờ 8 vị xưng Vua thời 12 sứ quân là Ngô Xương Xí, Đỗ Cảnh Thạc, Phạm Bạch Hổ, Kiều Công Hãn, Nguyễn Khoan, Nguyễn Siêu, Nguyễn Thủ Tiệp, Kiều Thuận.
Chùa Vàng tọa lạc trên bệ đá xanh có kiến trúc mặt bằng hình bát giác 8 cạnh đều nhau quay ra 8 hướng.

### Chùa Bạc
Chùa Bạc cũng nằm rất gần chùa Vàng và cổng Tràng An. Chùa Bạc được xây dựng với kiến trúc độc đáo giống như một ngọn tháp nổi lên giữa lòng sông Tràng An và được nối với đảo núi Kỳ Lân bằng môt cây cầu đá. Đây là một địa chỉ du lịch mới cho du khách khi đến với Ninh Bình.

## Hình ảnh

Phượng nở bên núi
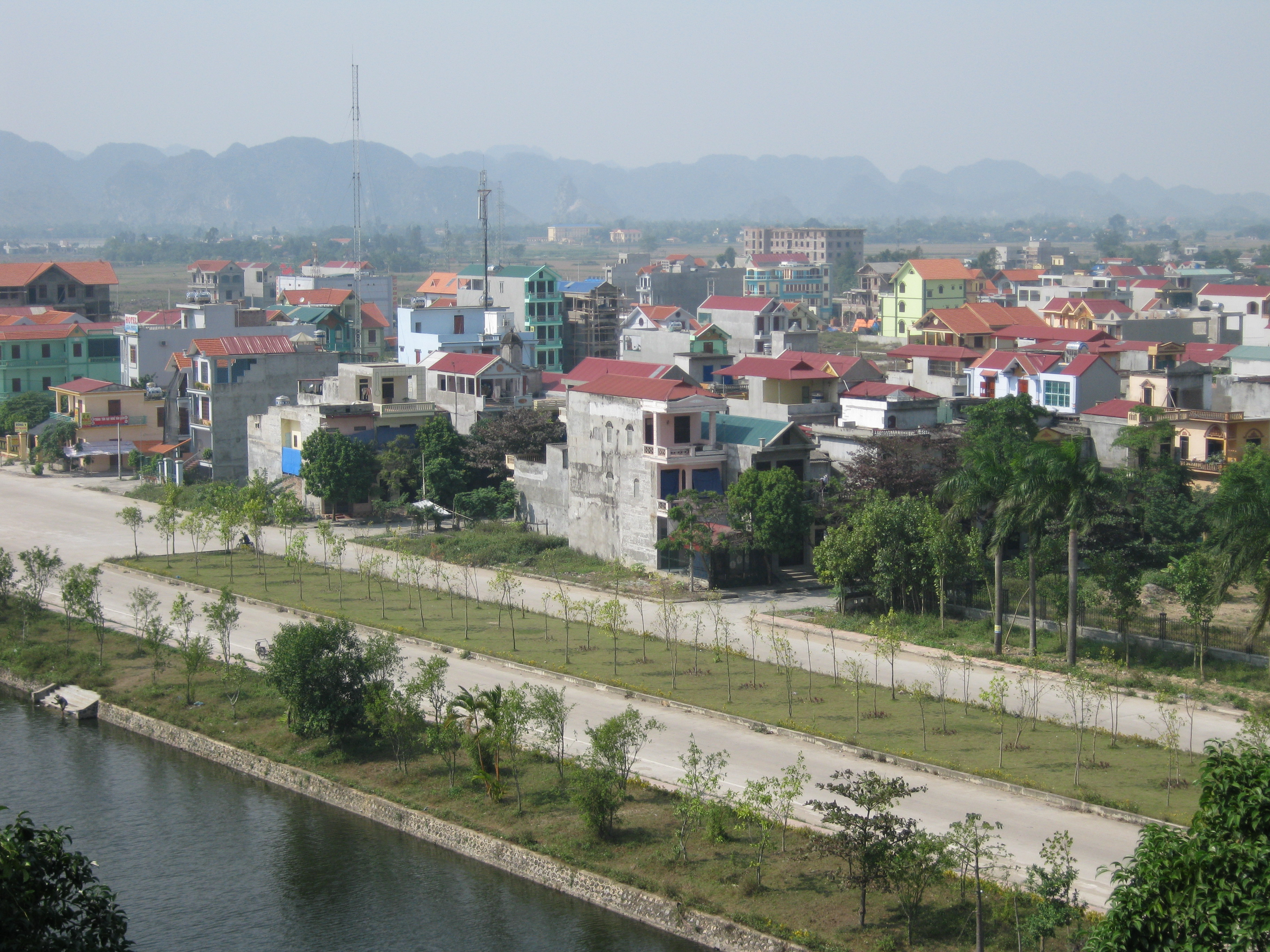
Đại lộ Tràng An
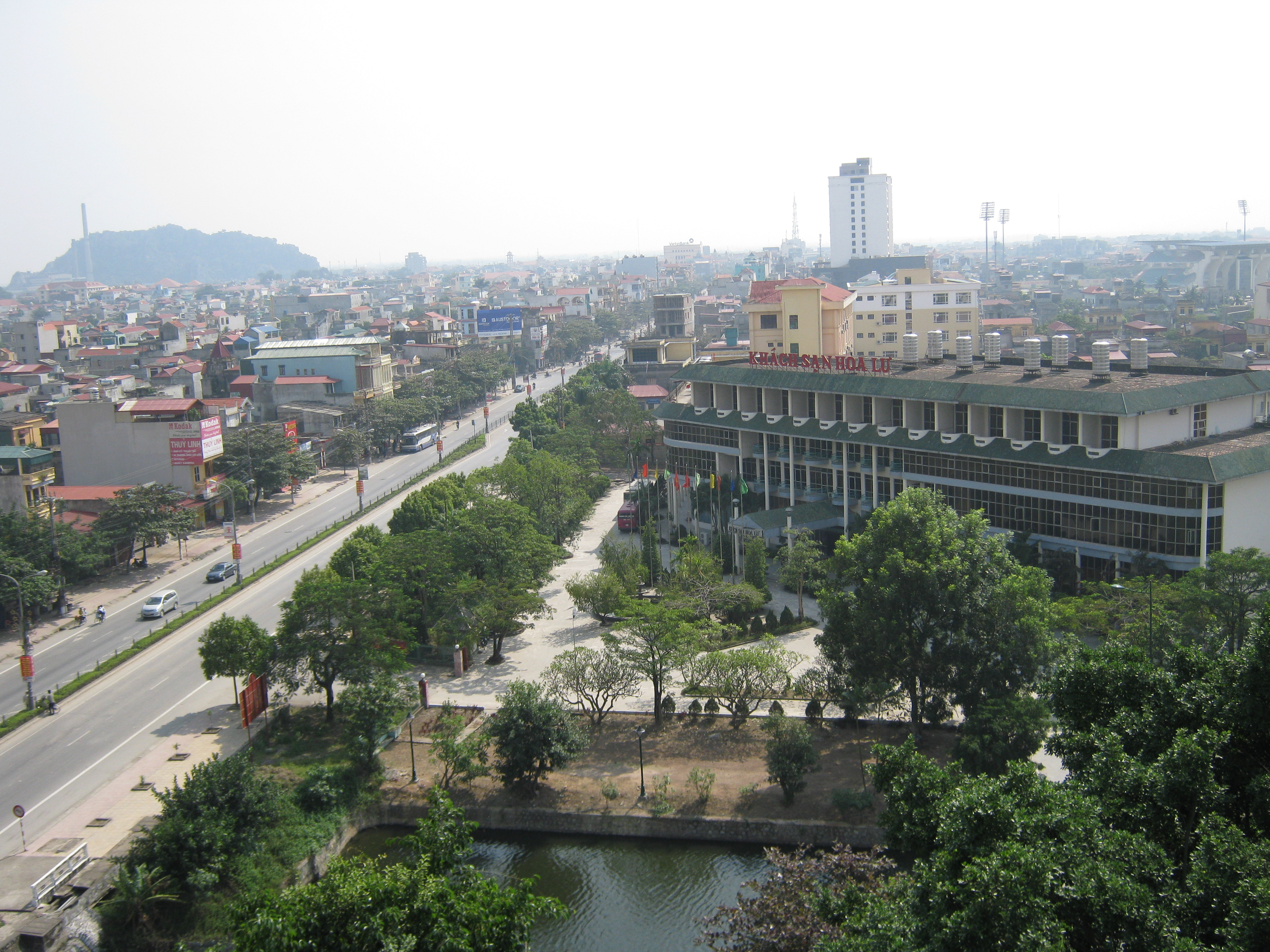
Khách sạn Hoa Lư
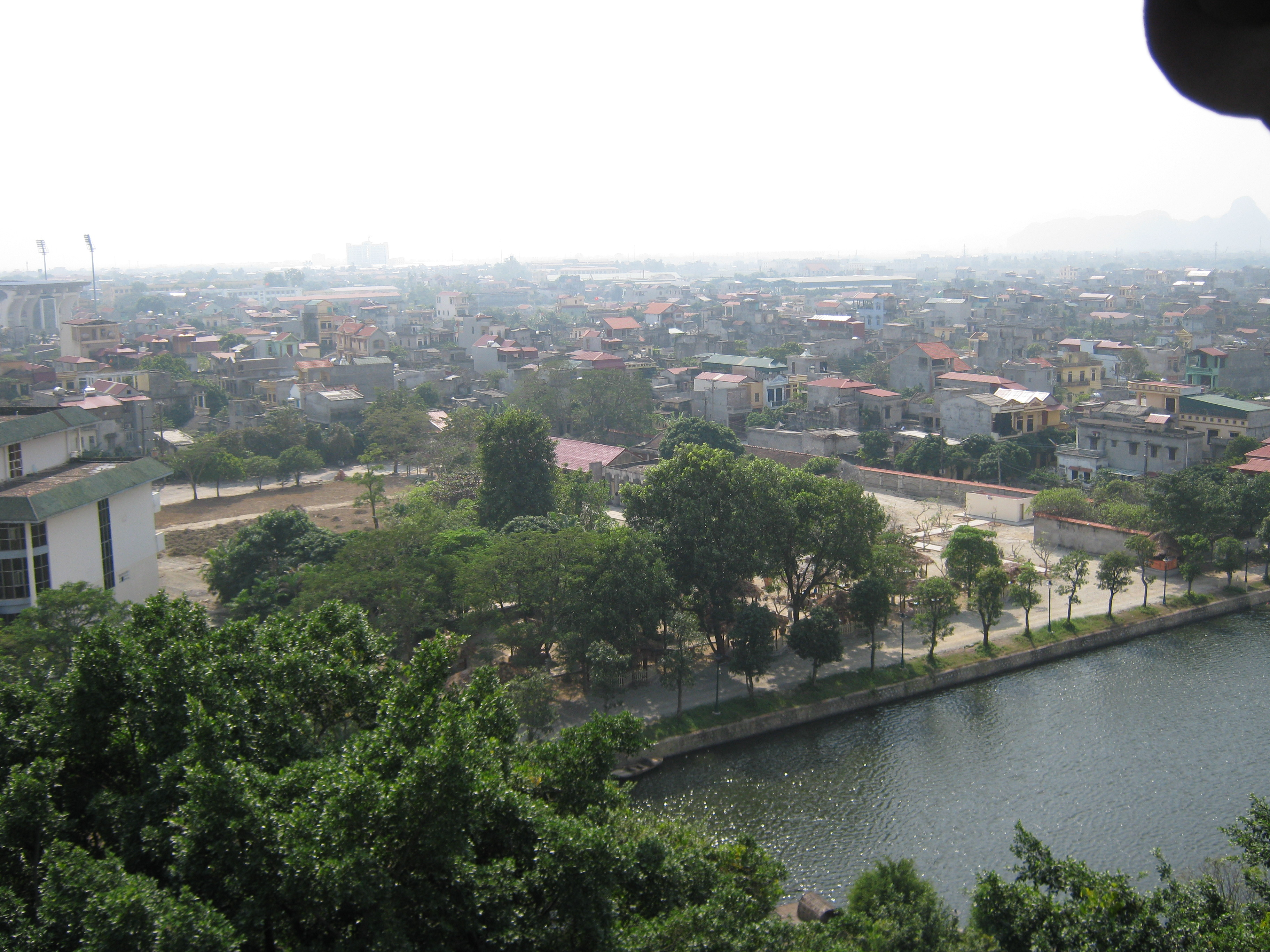
bờ phía nam hồ
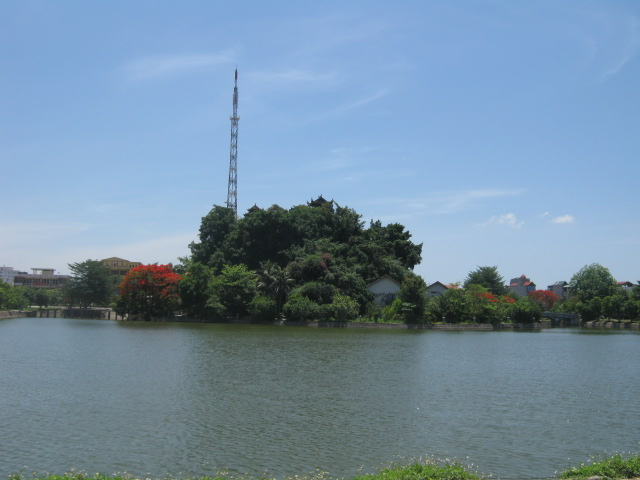
Hoàng hôn Kỳ Lân
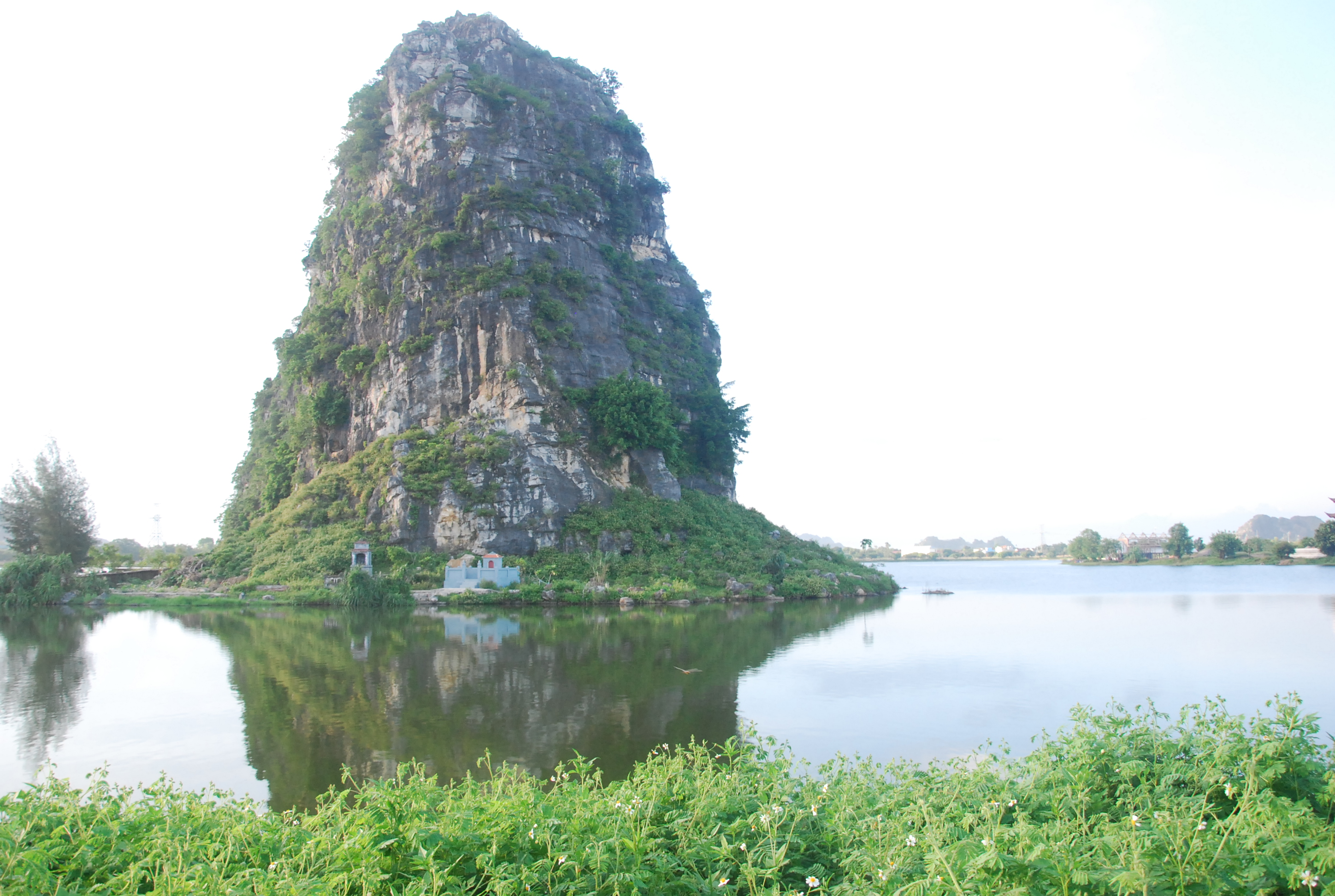
núi Chàng Lớ
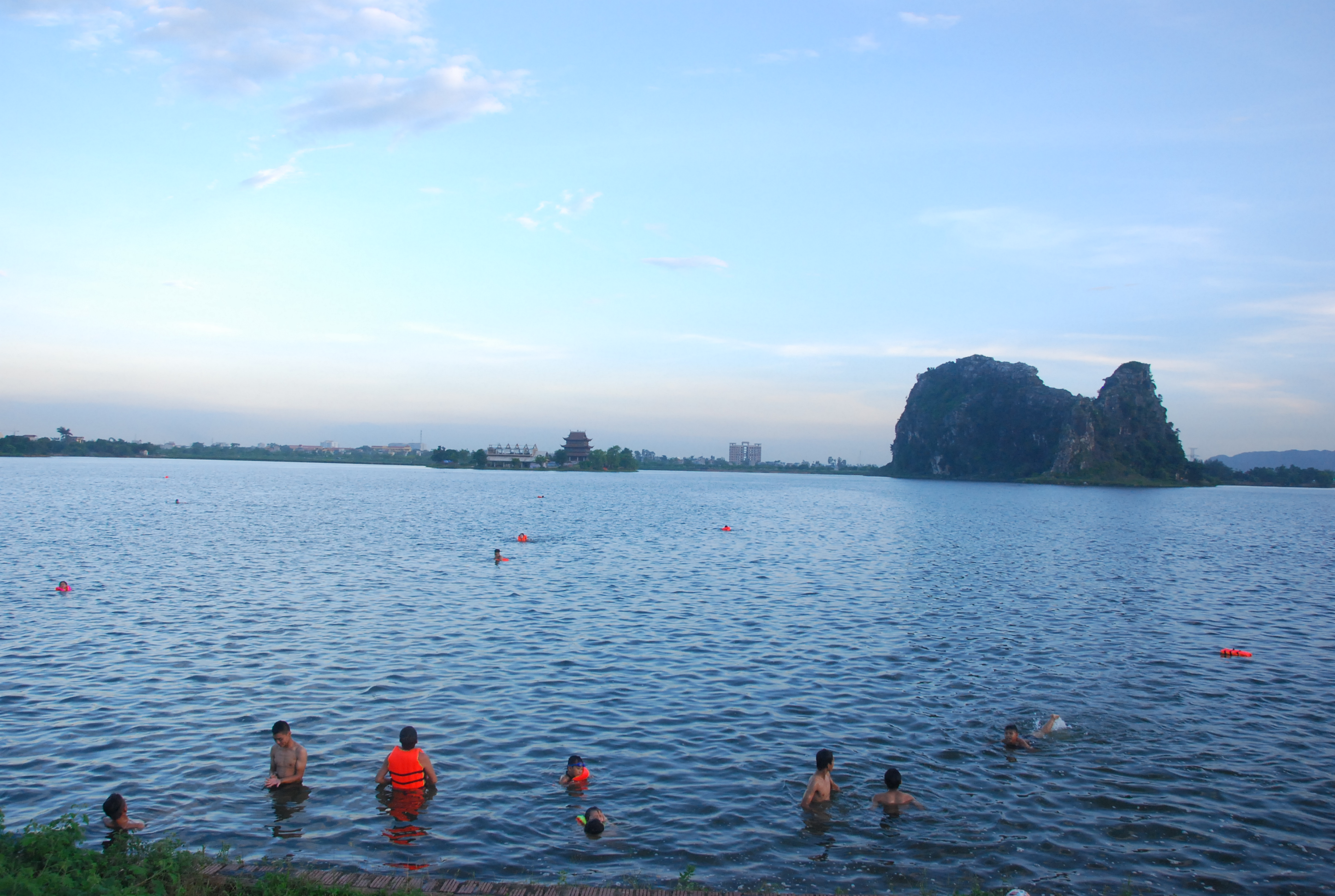
Tắm trong hồ
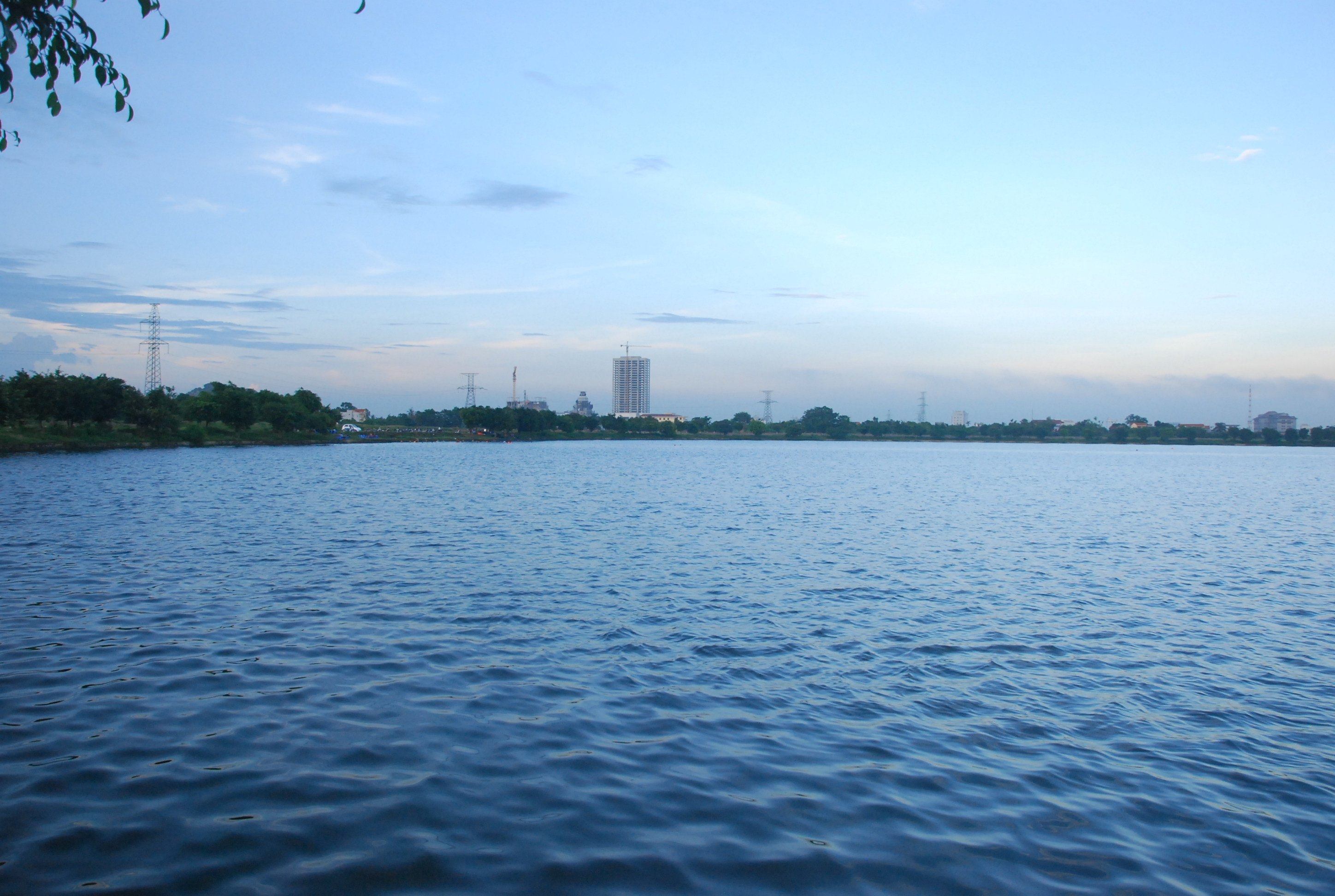
Phong cảnh hồ
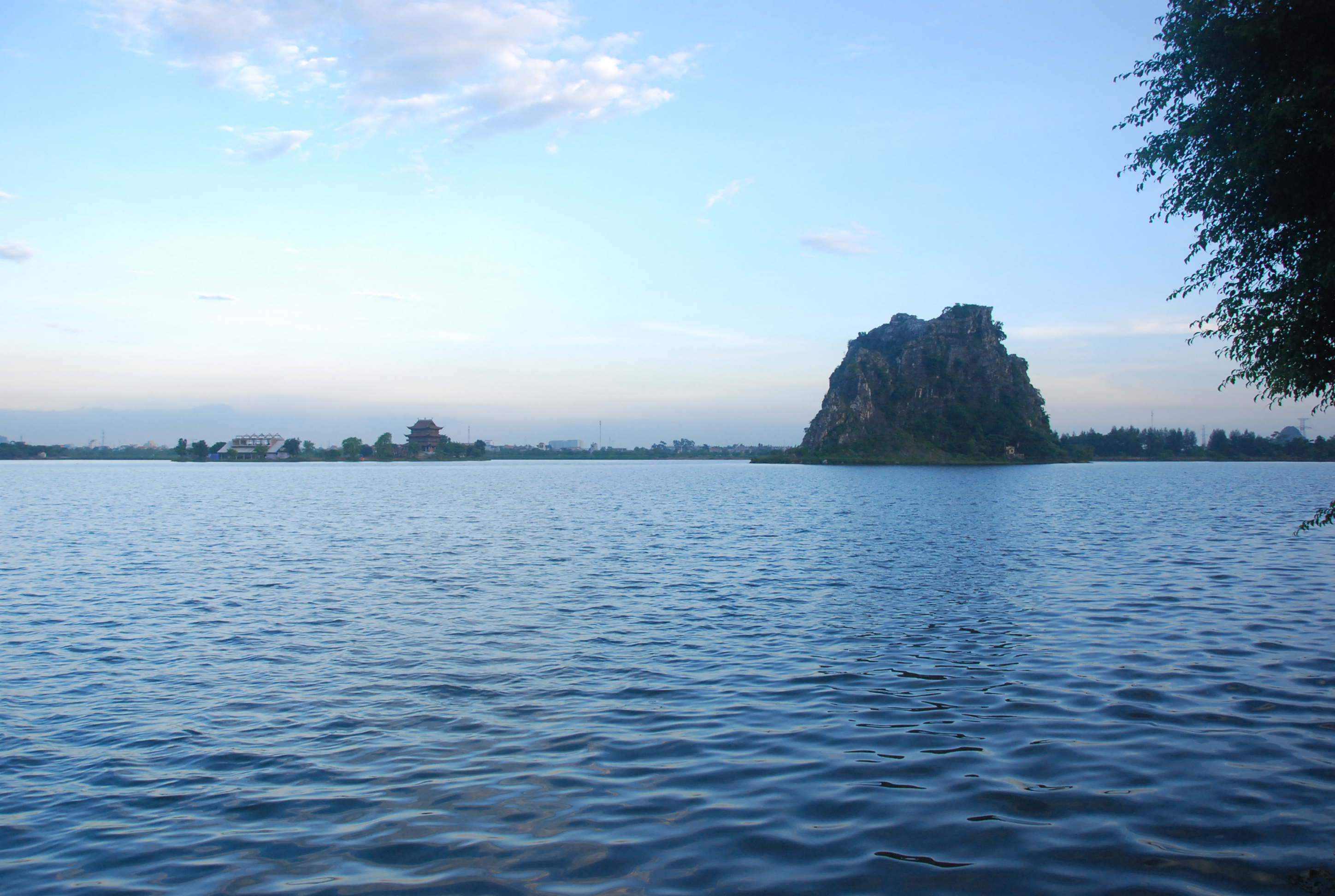
Phong cảnh hồ
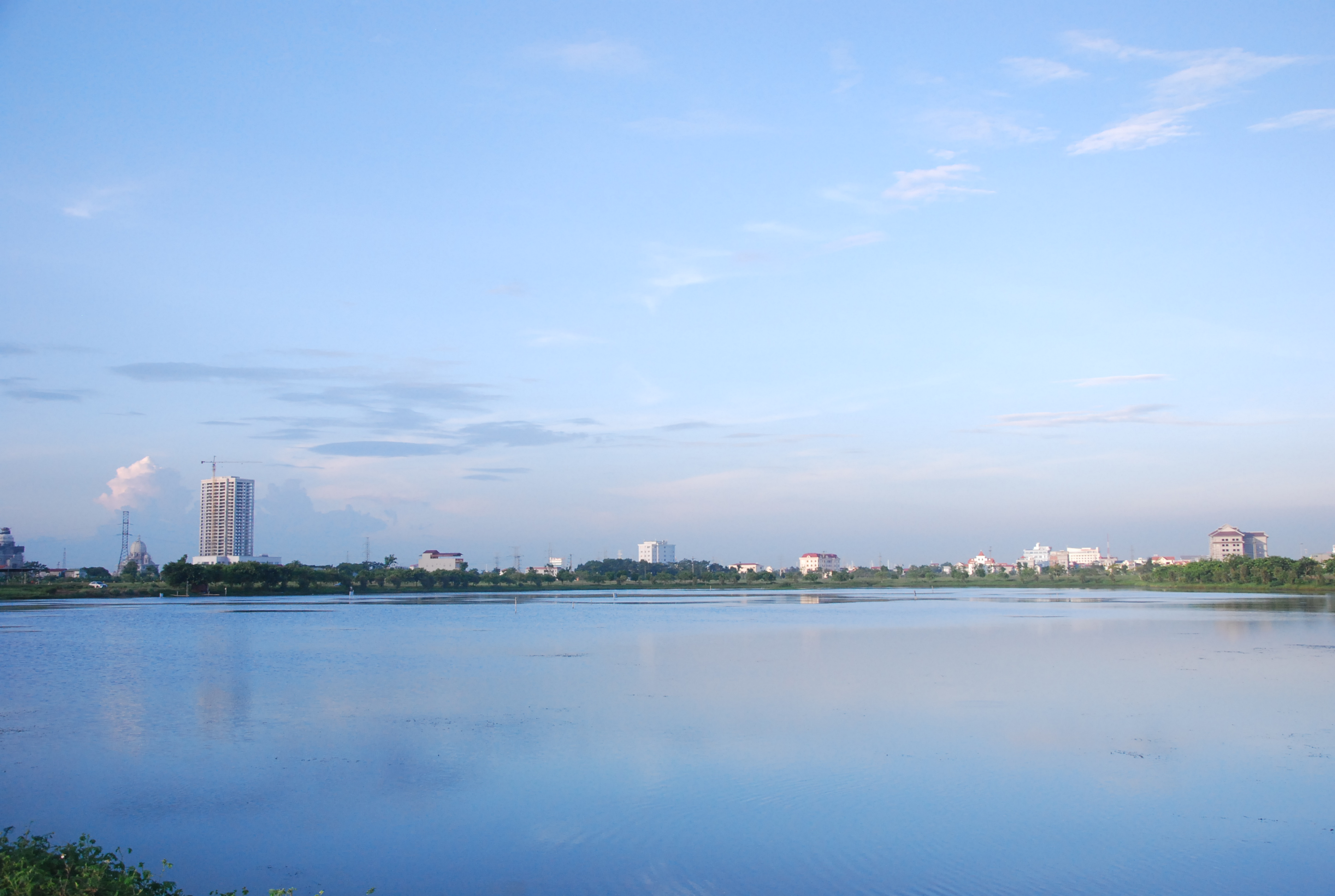
Phong cảnh hồ
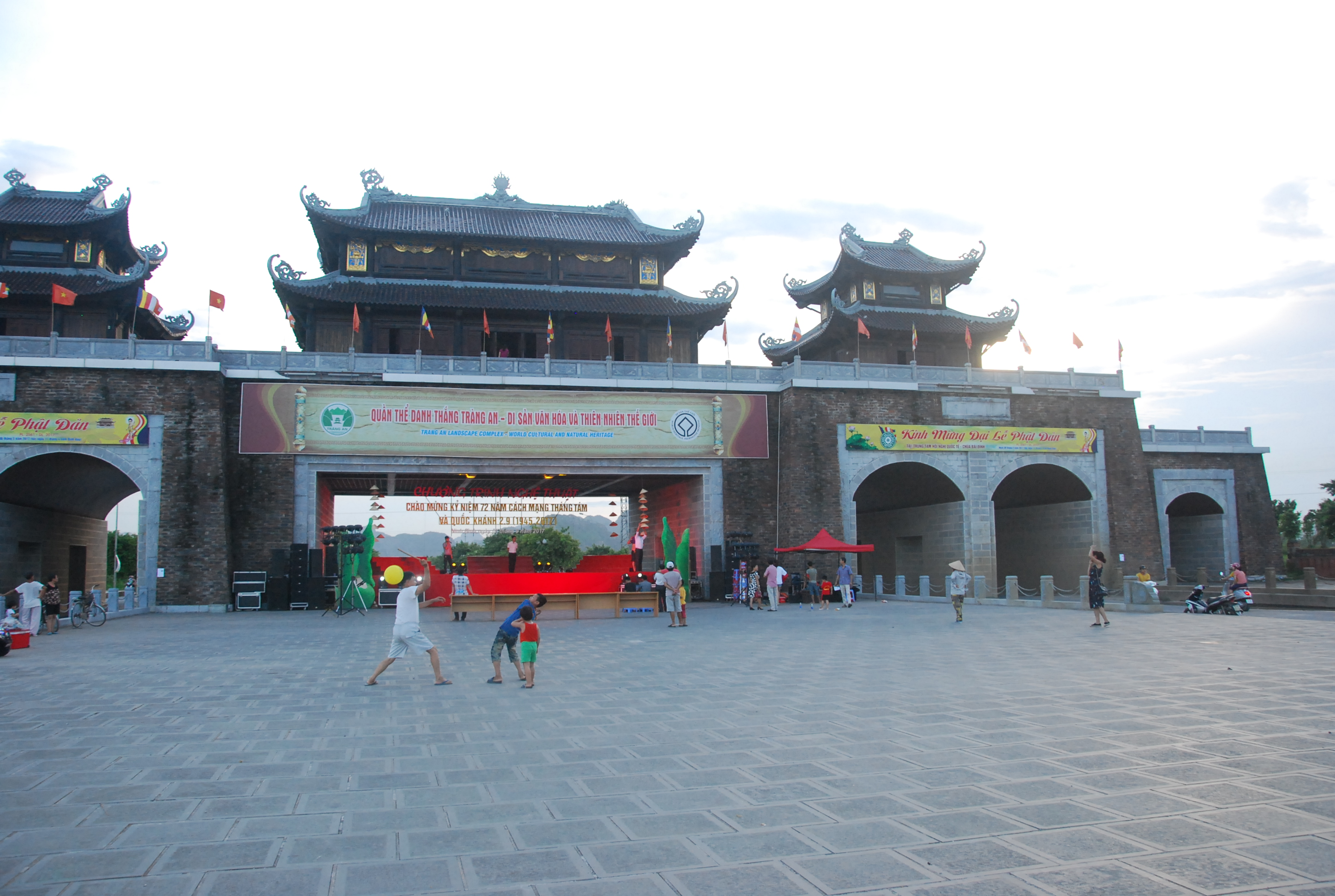
Cổng thành Tràng An
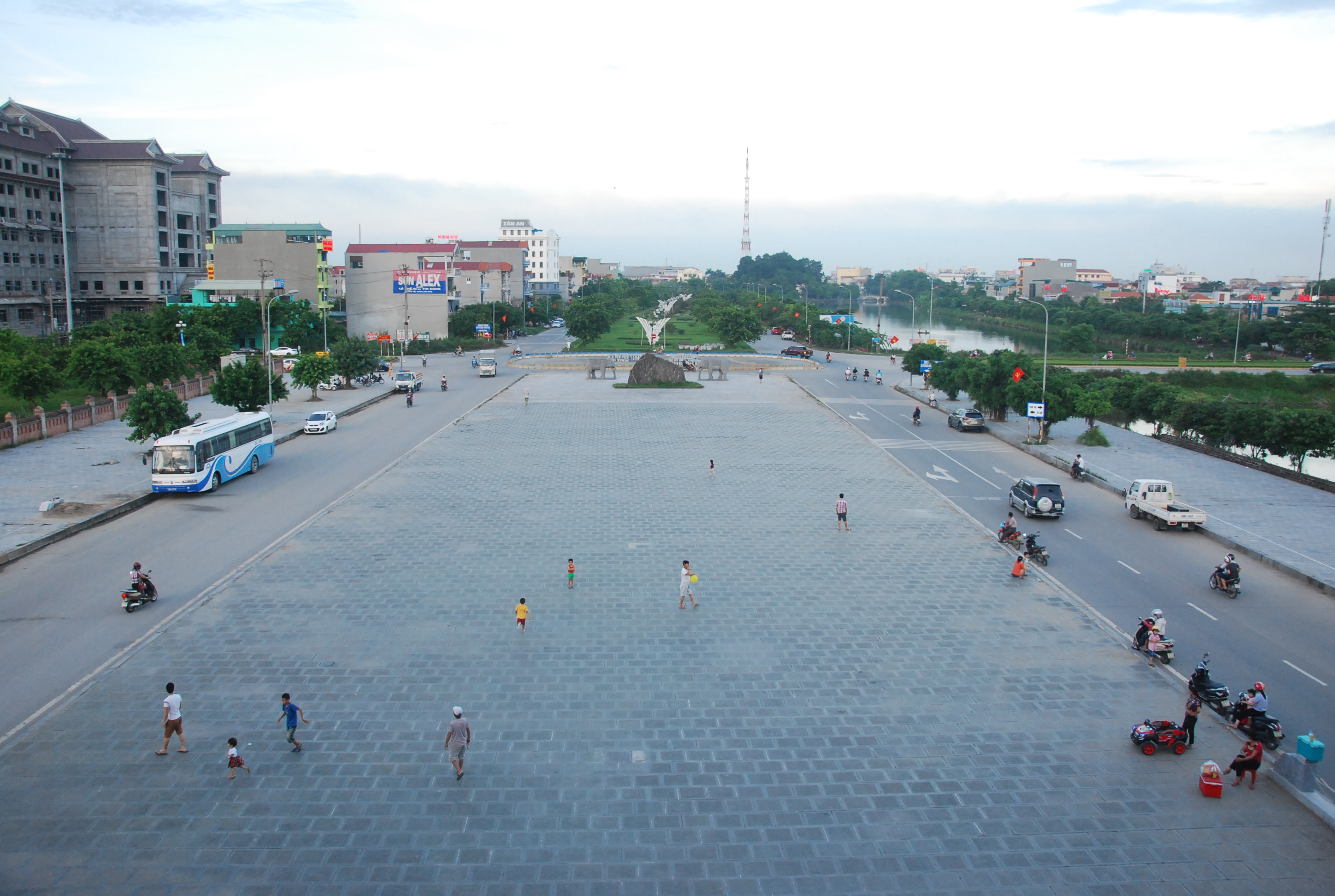
Sân vui chơi
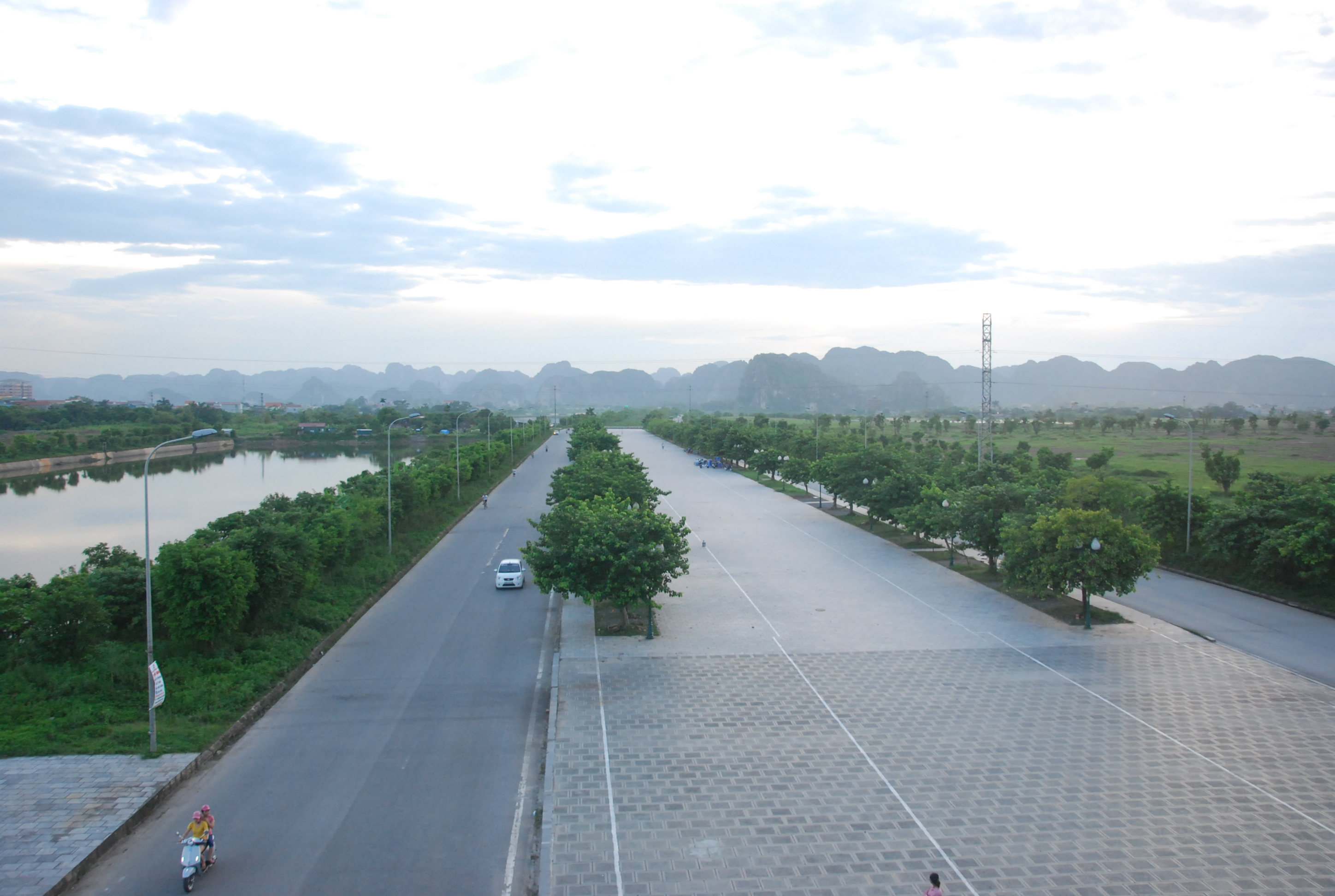
Đại lộ Tràng An
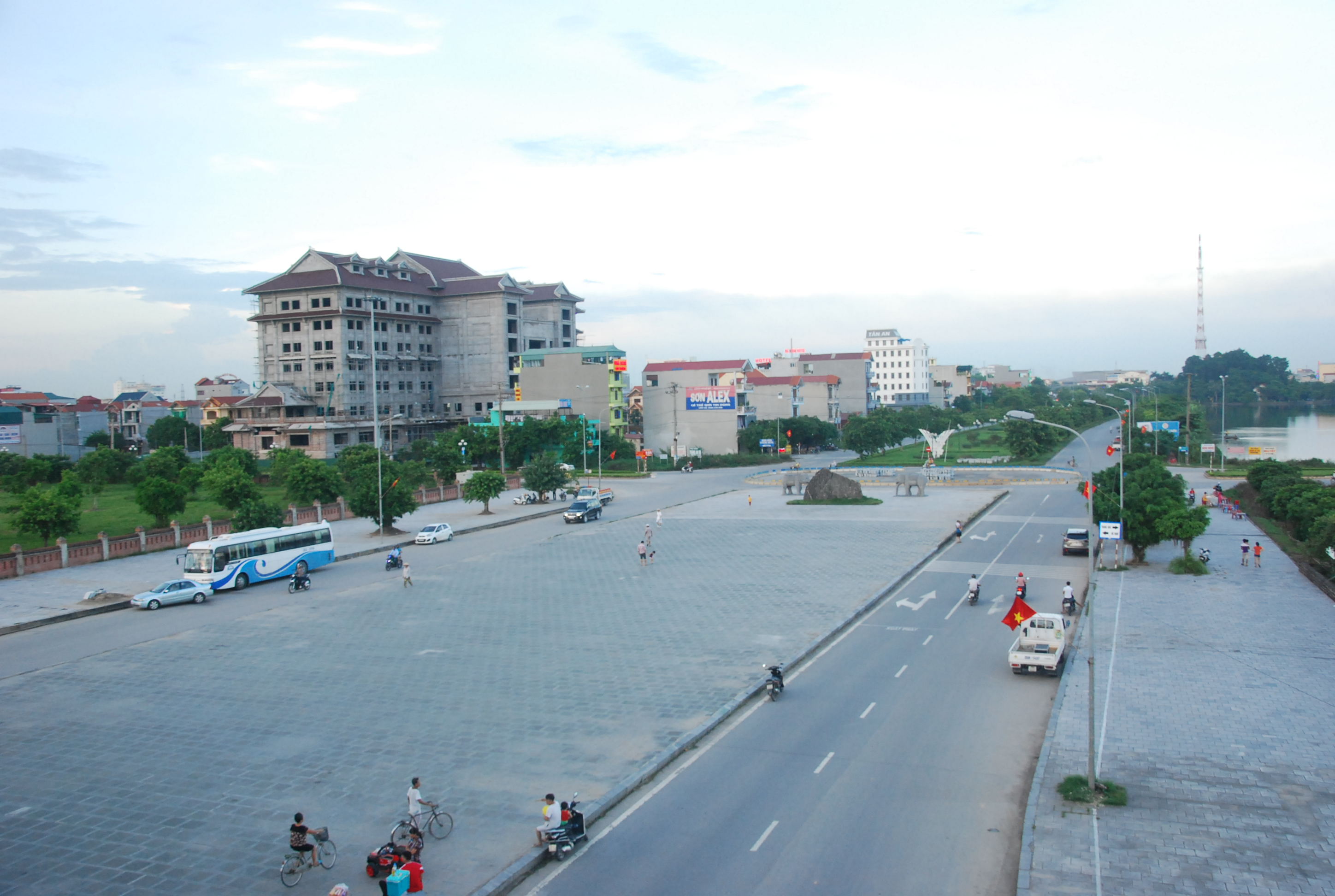
Sân vui chơi
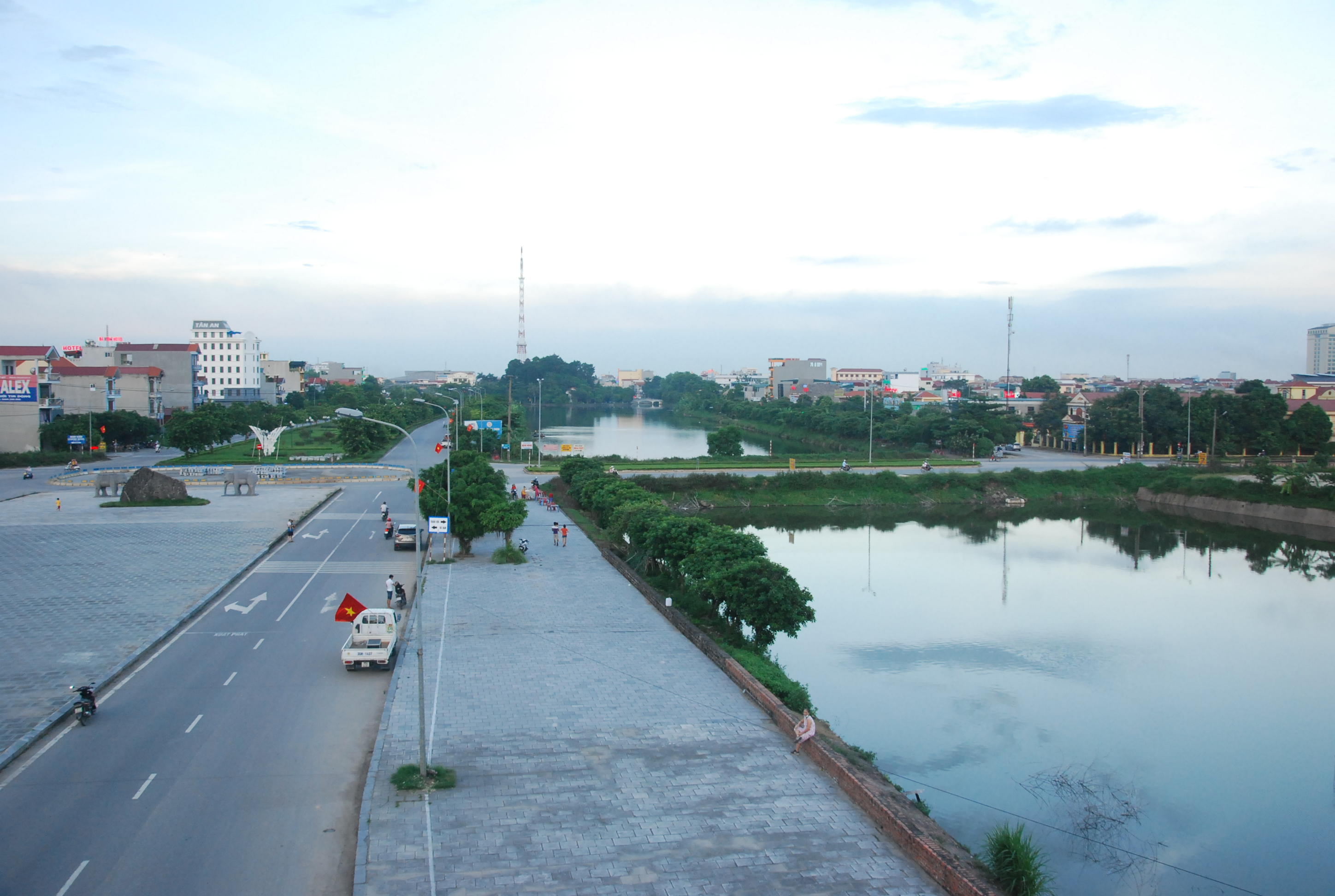
Sông Tràng An

## Quy mô
Công viên văn hóa Tràng An nằm ở vị trí cửa ngõ vào quần thể di sản thế giới Tràng An. Là một dự án thuộc quy hoạch khu du lịch sinh thái Tràng An. Cùng với Quảng trường Đinh Tiên Hoàng Đế là công trình để phục vụ khu trung tâm sinh hoạt văn hoá cộng đồng quy mô lớn, đáp ứng các hoạt động văn hoá của tỉnh, góp phần giữ gìn và phát huy truyền thống văn hoá, lịch sử của Ninh Bình nói riêng và của dân tộc Việt Nam nói chung.